# Kleinzell im Mühlkreis
Kleinzell im Mühlkreis är en ort och kommun i Österrike. Den ligger i distriktet Rohrbach i förbundslandet Oberösterreich, 180 kilometer väster om huvudstaden Wien. 
Kommunen består av 14 orter (Ortschaften) (inom parentes invånarantal 1 januari 2024):

- Am Edhügel (238)
- Apfelsbach (118)
- Edholz (143)
- Edwiese (160)
- Etzleinsberg (35)
- Graben (27)
- Grünental (59)
- Kleinzell im Mühlkreis (476)
- Partenstein (7)
- Ramersberg (52)
- Schörgenhub (38)
- Steining (89)
- Weigelsdorf (215)
- Zaun (64)